# プントランド

プントランド・ソマリア国
Dowlad Goboleedka Puntland ee Soomaaliya（ソマリ語）
ولاية أرض البنط الصومالية（アラビア語）

地域の標語：不明
地域の歌：不明

プントランド（英: Puntland、ソマリ語: Puntlaand、アラビア語: أرض البنط）、正式名称プントランド・ソマリア国（プントランド・ソマリアこく、英語: Puntland State of Somalia,、ソマリ語: Gobolka Puntlaand ee Somaaliya、アラビア語: بونتلاند دولة الصومال ,ラテン文字変換:Wilāyat Arḍ al-Bunṭ aṣ-Ṣūmāliyyah）は、1998年7月にソマリア北東部の氏族が自治宣言をし、ガローウェを首都として樹立した自治政府、およびその自治政府が治める地域の呼称。現職の大統領はサイード・アブドゥラヒ・デニ（第7代：2019-）。ソマリ族の3分の1がこの地に住む。ソマリア本国からの分断例としては2例目で、1例目のソマリランドと違いソマリアとの連邦制による再統合には賛意を表明している。またそのソマリランドとは国境を接し、領土紛争を抱えている。
初代大統領アブドゥラヒ・ユスフが2004年にソマリア暫定連邦政府に賛意を表明して以来、プントランドはソマリア連邦共和国の一構成国の位置づけである。ただしソマリア連邦共和国は、2024年時点においても各構成国の合議体に過ぎない状態であり、プントランドはほぼ独立状態を保っている。

## 歴史

### 古代
古代エジプトが紅海沿岸の国プント国と交易をしており、プントランドの国名はこのプント国にちなんでいるが、古代プント国が今日のプントランド内にあったかどうかは分かっていない。

### 近代
近代になって、ソマリ族の支族ハルティのさらに支族であるマジェルテーン、デュルバハンテ、ワルセンゲリ、ダシーシュなどが今日のプントランドの辺りを拠点に暮らしていた。
しかしイタリアとイギリスが、それぞれソマリ族の小氏族と協定を結んで、ソマリア北東沿岸部を植民地化していった。結果として、ハルティ氏族の内、マジェルテーン支族の居住地はイタリア領ソマリランドの一部に、ドゥルバハンテ支族とワルセンゲリ支族の居住地はイギリス領ソマリランドの一部になった。ここでイタリア領とイギリス領に分かれたことが、2007年からのプントランド・ソマリランド紛争の原因の一つとなる。

### 近現代
1960年、イタリア領ソマリランドとイギリス領ソマリランドを合わせる形で、ソマリア共和国が誕生した。初代、第2代大統領はハルティ氏族出身者が選ばれたが、クーデターで3代目大統領となったモハメド・シアド・バーレは自身が属するマレハン氏族を優遇した。1978年にマジェルテーンの一族がクーデターを企てるが失敗し、多くが処刑された。1981年、生き残ったマジェルテーンの有力者の一人アブドゥラヒ・ユスフは、軍閥ソマリ救済民主戦線 (SSDF) を設立する。
1998年、ガローウェで3ヶ月にわたって有力者が話し合い、プントランド共和国（Republic of Puntland）の建国が宣言され、初代大統領にはかつてSSDFを設立したアブドゥラヒ・ユスフが就いた。
2001年7月にユスフの任期が切れるが、ユスフは様々な理由で退任を拒否した。するとユスフと対立する氏族がユスフを首都ガローウェから追放し、ジャマ・アリ・ジャマが大統領となった。ユスフはSRRCと隣国エチオピアの支援を受けて反撃し、2002年には支配権を取り戻した。
2004年10月、プントランド大統領のユスフはソマリア暫定連邦政府の初代大統領に選ばれ、2005年1月、選挙の結果、将軍のモハムード・ムセ・ヘルシが大統領に選ばれた。2007年10月、プントランド西隣のソマリランドが、プントランドが支配権を主張しているスール地方の都市ラスカノードを占領し、これがきっかけでプントランド・ソマリランド紛争が本格化した。

### その後
2009年1月、選挙の結果、アブドゥルラフマン・モハムード・ファロレが大統領になった。ファロレは社会福祉庁の発足、新憲法案作成、氏族闘争への仲介などの業績を上げた。2010年5月には、建国以来遅配が続いていた公務員の給与が毎月一貫して支払われるようになった。2012年1月、カナダのアフリカオイル社（Africa Oil Corp）がプントランドで石油の試掘を開始した。2012年4月15日、プントランドの新憲法が正式に発足した。
2014年にはアブディウェリ・ガースがプントランド第6代大統領に選ばれた。西隣のソマリランドとの関係は悪化した。2018年5月にスール州のトゥカラクでプントランドとソマリランドの両軍が戦闘状態となり、ソマリランドが勝利した。両軍は軍備を増強した。
2019年1月8日、サイード・アブドゥラヒ・デニがプントランド大統領に当選した。2024年4月、ソマリアの憲法改正をめぐる紛争のさなか、プントランドは機能的に独立した国家として運営すると発表した。。

## 領土と行政区画

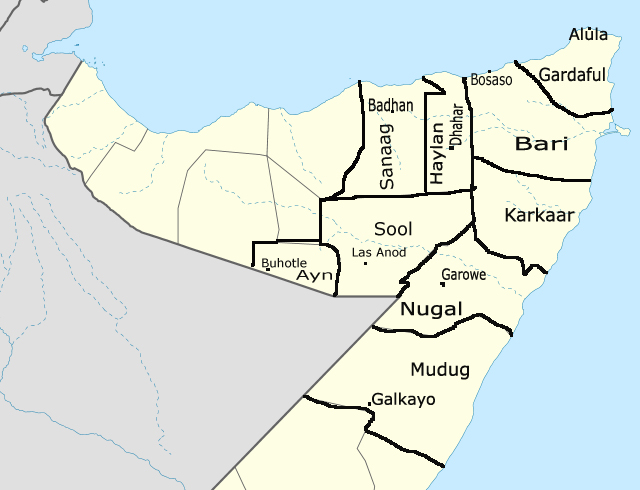
プントランドの行政区画

プントランドは1998年7月24日に5州を設置しており、2004年に7州となった（バリ、ムドゥグ、カイン、カルカル、スール、サナーグ）。現在は領土の変化などもあって9州となっている。
西部のスール州、サナーグ州、カイン州の領有権をソマリランドと抗争中である（プントランド・ソマリランド紛争）。領有権があいまいなのは、この地区が、ソマリア独立前にはイギリス領ソマリランドの領土だったのに対し、住民はプントランドと同じダロッドに属するためである（ソマリランドはイサックに属する）。なお、カイン州はソマリア本国の行政区分ではトゲアー州の一部である。
スール、サナーグ、アインの3地区に住むのは、ダロッドの中でもデュルバハンテ、ワルセンゲリなど、プントランド中央に住むマジェルテーンとは別の氏族である。これら氏族は、ソマリランド独立当初はソマリランドに帰属していたが、ソマリランドの2代目大統領イブラヒム・エガルがイサック氏族中心の国づくりを目指したためソマリランドの内紛を機会に離脱してしまった:472。それ以来、これらの地区はソマリランドでもプントランドでもない曖昧な位置づけとなっている。帰属があいまいなだけではなく、一部の住民勢力が「国」を名乗ることがあり、ノースランド国、マーヒル、チャツモ国といった「国」が作られ、特にチャツモ国は2020年時点でも「国」を宣言している。

### 主な都市
- ガローウェ プントランドの州都
- エイル 海賊の拠点のひとつ
- ボサソ プントランド最大の都市。ソマリア内戦中は隣国イエメンへの亡命希望者でにぎわった。もっとも現在ではイエメン内戦の影響で逆にイエメン難民が来訪する[24]。
- ガルカイヨ 南部の大都市。北半分のみプントランドが支配する。

## 政治

### 国旗

プントランドの国旗

2009年12月22日、プントランド議会で国旗と国歌が制定された。議員41人中、38人が賛成して成立した。
プントランド国旗は白、青、緑の3色からできている。
上: 青の横縞と中央の白い星が、ソマリアの国旗を示している。
中: 白い横縞が、地域の平和と安定を示している。
下: 緑の横縞が、プントランドの自然の豊かさを示している。

### 大統領
議会の選挙で選ばれる。当初任期は3年とされたが、現在は5年。ただし建国初期には戦闘で交替したこともある。歴代大統領はハルティ氏族のマジェルテーン支族のさらに支族である、オマル・マハムード、オスマン・マハムード、イセ・マハムードの3家で独占されている。

### 議会
議会の議席は氏族ごとに割り当てがあり、その細分も氏族の分家ごとに細かく決まっている。2011年時点の議席割り当ては次の通り:256。
| 氏族         | 議席         | 支族           | 議席 |
| ------------ | ------------ | -------------- | ---- |
| ハルティ     | 57           | マジェルテーン | 30   |
| ハルティ     | 57           | デュルバハンテ | 17   |
| ハルティ     | 57           | ワルセンゲリ   | 8    |
| ハルティ     | 57           | ダシーシュ     | 2    |
| ライルカヒ   | ライルカヒ   | ライルカヒ     | 3    |
| アワルダブレ | アワルダブレ | アワルダブレ   | 2    |
| アラブサ     | アラブサ     | アラブサ       | 2    |
| その他       | その他       | その他         | 1    |

投票は、2011年時点では、氏族の長老、および長老が指名した者が選挙人となり、その選挙人が議員を指名する仕組みとなっている。選挙でえらばれるのは、長老、企業経営者、学者などが多い。
議長の代数について、6番目に議長になったアフメド・アリ・ハシが「5代目議長」と紹介されたことがあるが、定説は無い。以下では便宜的にユスフ・ハジ・サイードを1代目として述べる。
5代目のサイド・ハッサン・シレは前任のアブディラシッド・モハメド・ヘルシを選挙で破って議長となった。しかし第36回議会直後に辞任しており、辞任した最初のプントランド議長となった。シレは議会での弾劾が予定されており、それより前に辞任した。
7代目のアブディハキン・ドーボ・ダーレードは大統領との対立が原因で解任されている。
歴代の議長は次の通り。
1. Yusuf Haji Sa'id[29] (1998年9月[30]–2004年10月[31])
2. Cismaan Dalmar X. Yuusuf (Batrool) (2004年10月[31]–2006年6月[32])
3. Ahmed Ali Hashi[33](2006-2009)
4. Abdirashid Mohamed Hersi [33](2009年1月[34]–2013年12月)
5. Said Hassan Shire（英語版）[35](2014年1月[27]–2015年11月)
6. Ahmed Ali Hashi[36](2015年11月[37]–2018)
7. Abdihakin Dhoobo-daareed[38] (2019年1月-11月)
8. Abdirashid Yousuf Jibril[28] (2019年11月-)

### 国教
イスラム教が国教であり、イスラム教以外の布教が禁止されている。憲法で、大統領がイスラム教徒であることを要求している。ただし大統領以外の役職に制限はない。全ての法律はシャリーアに基づく。

## 軍備・警察

### 陸上
プントランド治安部隊 (PSF) の名称で活動している。2004年に組織された。

### 海上
プントランド海事警察 (PMPF) の名称で活動している。完全な国営ではなく、アラブ首長国連邦などからの資金援助を受けている。メンバーは他の警察などからの出向である。組織の規模は公表されていない。

## 住民
住民のほとんどはダロッド氏族である。少数だがバントゥー系民族、オロモ人もいる。
2007年時点の住民数は、プントランドの公式記録としては240万人であるが、国際連合開発計画は130万人と推定している。
5歳未満の人口は25%であり、65歳以上の住民は1%である。平均的な世帯人数は6人であると推定されるが、8.3人とする報告もある。
住民の65%は遊牧民であるが、都市化が進んでいるため遊牧民は減少傾向にある。
住民の多数派イスラム教徒である。
2007年時点では戦乱が続くソマリア南部からの避難民により、人口が大幅に増えている。
麻薬ともいわれるカートが嗜好される。ただし子供の就学率の低さや離婚の原因になっているともいわれている。特に貧しい家庭では家計費の割合も高い。平均で年176ドル、富裕層では1542ドルにも上る。

## 産業

### 農業
家畜、乳香、アラビアガムの生産も行われている。
ボサソ港からの出荷物は家畜が主体である。ラクダの乳も重要な輸出品目となっている。

### 漁業
プントランドは1600キロメートルの海岸線を持ち、海産物が豊富である。しかし、1991年の内戦後、外国からの漁船がこれらの海産物を根こそぎ取っていくようになったため、地元漁師はプントランド政府に改善を求めている。

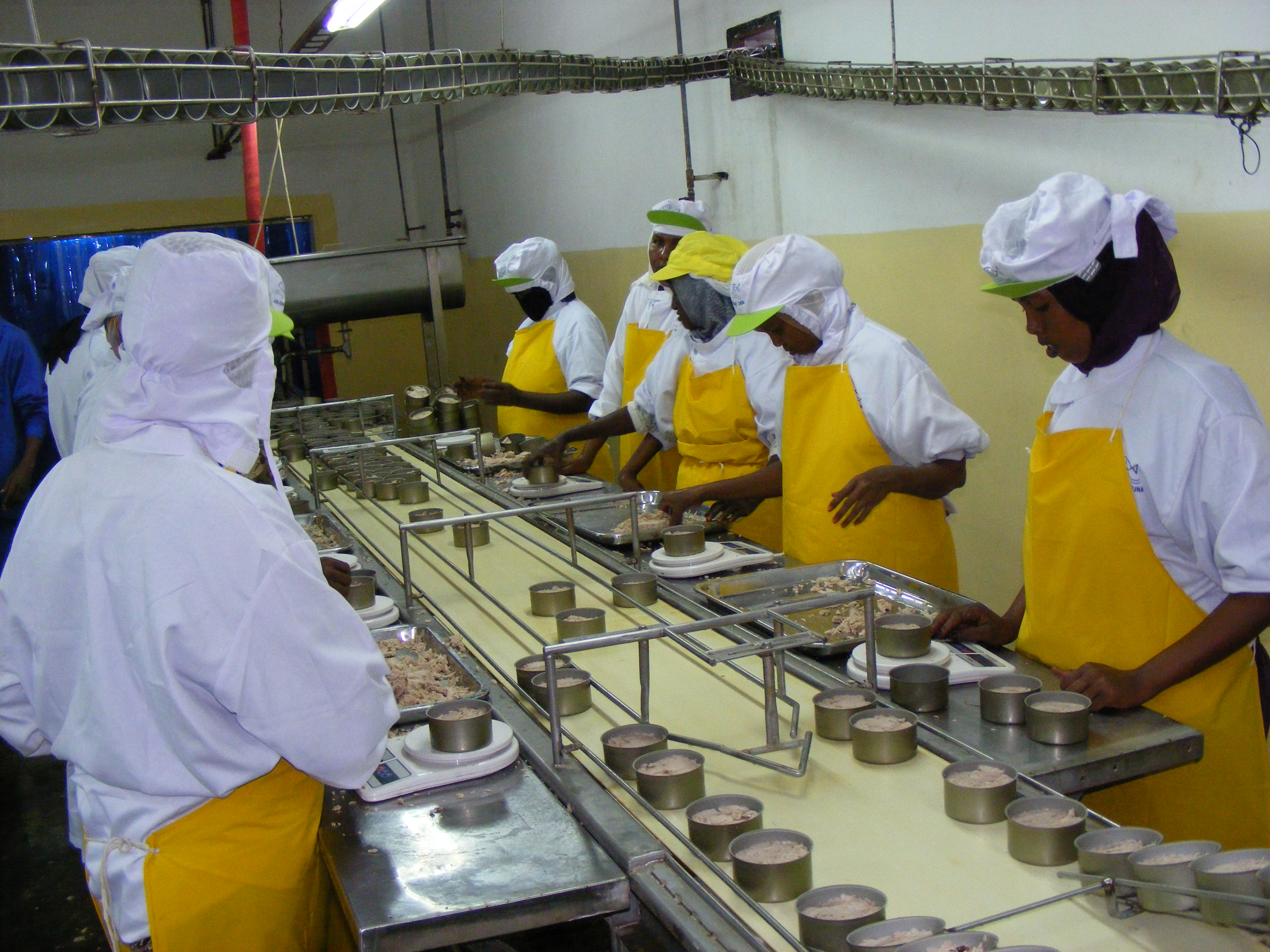
ラスコライのツナ工場

プントランドは海産物の輸出も行っており、ロブスター、干物、サメ皮、ツナなどが取り扱われている。海塩も作られている。
北部の海岸線沿いにあるラス・コレーでは、マグロをツナに加工する中規模の工場がある。これは輸出もされている。工場建設は地方振興と失業者対策の意味もあり、ハボにも作られている。
漁業は牧畜を補完するため、秋から春にかけて行われる傾向にある。逆に漁村に住む者は、オフシーズンには牧畜や都市生活を営む人もいる。

### 海賊
ソマリアの海賊の発生にはいくつかの説があるが、元は漁民であったと言われている:240。海賊化した原因としては、
- 内戦で外国からの違法漁業が増えた。
- 武装勢力が漁民に海賊の指導をした。
- 内戦で武器が手に入りやすくなった。

などが挙げられている。
ソマリア沖の海賊の活動拠点はプントランド内にも多いといわれている。ソマリア沖の海賊の収入は全部あわせると年3000万ドルであり、この金額はプントランドの税収より1000万ドルも多い。これら海賊にはプントランド政府が関与しているとも言われている。そのためプントランドを海賊国家と呼ぶこともある。

### 石油開発

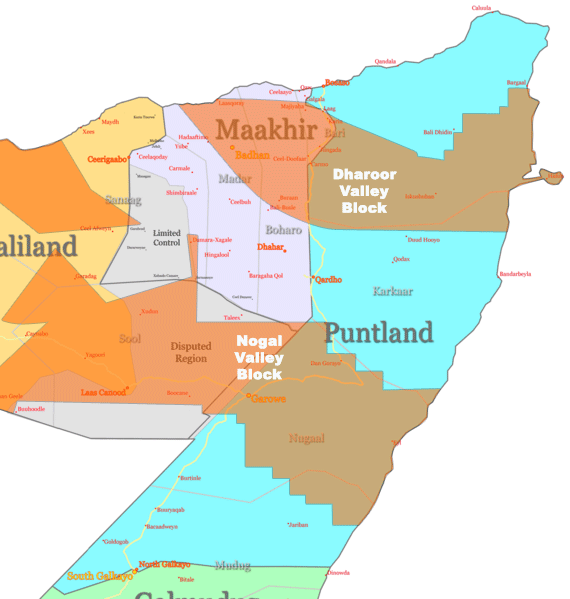
水色の部分がプントランド、紫色の部分がソマリランドとの抗争地域。茶色の部分が石油があると言われている地域

プントランドには石油があると言われており、オーストラリアのレンジリソース社とプントランド政府が共同で探鉱してきた。その後、カナダのアフリカ石油社も参入している。2012年1月レンジ社が北部のダーロー渓谷で試掘開始（現在、作業主体はカナダのホーン社）し、3月にはレンジ社がヌガール渓谷延長部のインド洋鉱区を取得し、探鉱準備中である。

## 地理

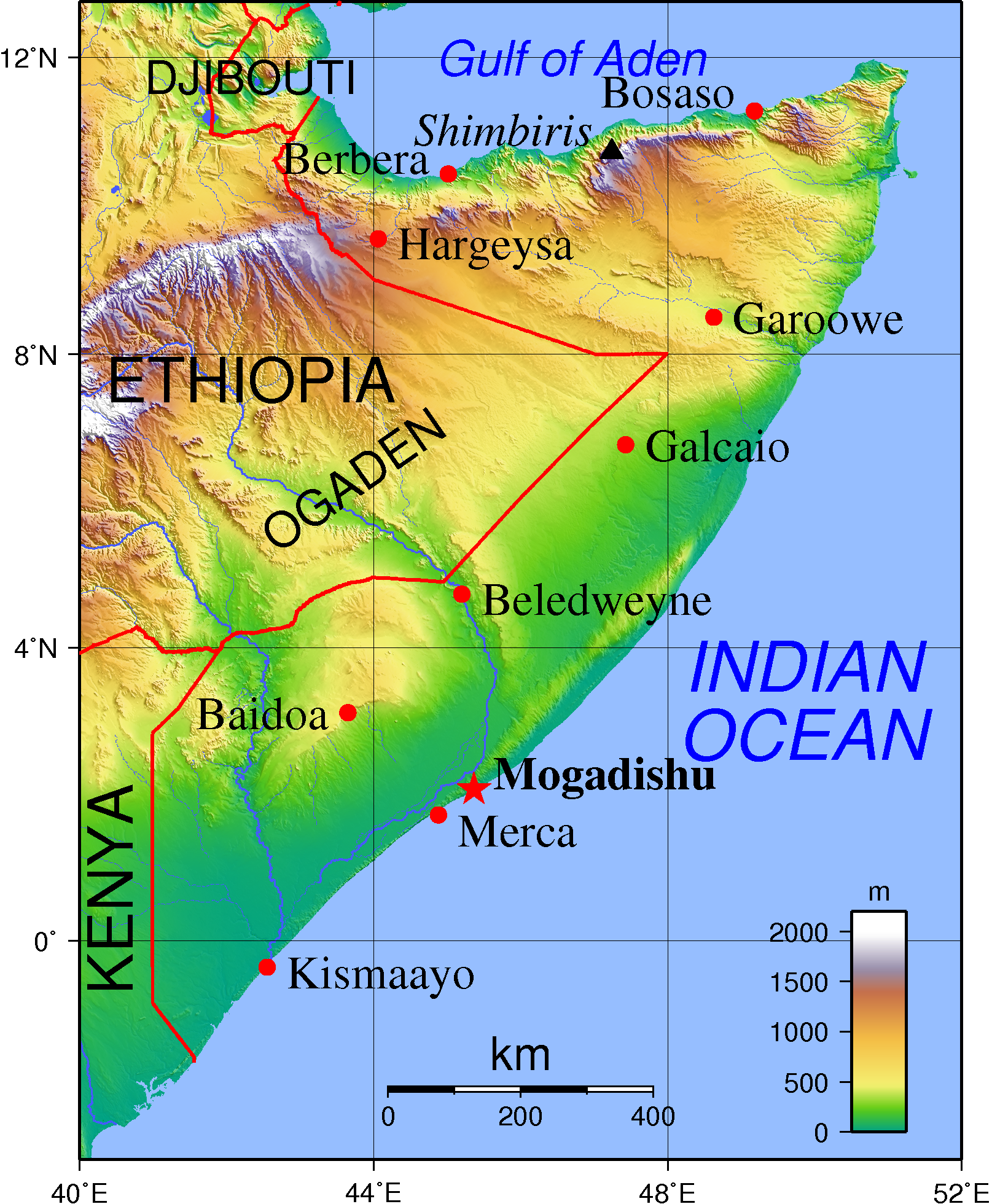
地形図

### 概観
いわゆるアフリカの角の先端部分を構成する。ソマリアの約1/3の面積を有する。北はアデン湾、東はインド洋に面し、西はソマリランド、南西はエチオピアと接する。

### 気候
半乾燥地域で、年間降雨量は400mm以下である。1日の平均気温は年間を通じ27度Cから37度Cで西部の山地は温暖で、その他は砂漠と潅木地からなる。1月から3月が最も乾燥する時期、4月から6月は雨季、7月から9月が再び乾季で、10月から12月は小雨季となる。

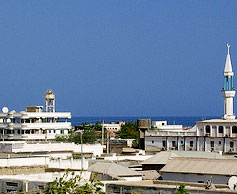
アデン湾に臨み急速に発展するボサソ

## メディア

### テレビ局
政府運営のプントランドテレビ（Puntland TV）がある。インターネットでライブを視聴できる。
ボサソを拠点とする2001年開設で民営のFM放送局、ソマリ放送局 (SBC) があり、テレビ局も運営している。ウェブニュースも配信している。
ボサソを拠点とする2005年開設で民営の東部テレビネットワークがある。

### ウェブニュース
2000年に設立したボサソを拠点とするラジオミッドニモ（Radio Midnimo）がある。ただし現在の本社はモガディシュ。
2001年に開設したプントランドポストがある。
2003年に開設したラスコレーネット (LaasqorayNET) はバハン (Badhan) 、ボサソ、ドバイ、ロンドンなどに拠点を置くウェブサイト報道である。ソマリ語がメインであるが、英語やアラビア語での配信もいくらか行っている。プントランド内でアラビア語でニュースを読めるのはラスコレーネットだけであった。ただし2020年時点ではアクセス不能となっている。
2003年に開設したラジオダルジル（Radio Daljir）がある。ウェブニュースも配信している。
2004年にラジオ・ガローウェが設立され、波長89.8 FMでソマリアの政治、社会などのニュースを報道している。同局はインターネット配信としてガローウェ・オンラインも運営している。

### ラジオ局
政府運営のラジオプントランドがある。
南部にはラジオ・ガルカイヨ（正式名ラジオ・フリー・ソマリア）がある。西部にはザルガガオンライン（XargagaOnline）があり、スール、サナーグ、カインの出来事を報道していた。

## 教育

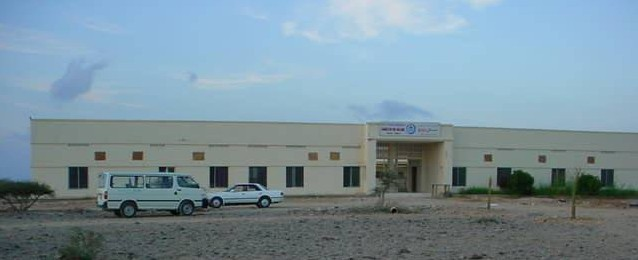
東アフリカ大学ボサソ校の入り口

2010年の記事によると、プントランドでは0～5歳向けの幼児教育（基本は2年間）、6～14歳までの8年間で初等教育、15～18歳までの4年間で中等教育が行われる。
初等教育はさらに4年-4年で2つに分けられている。授業はソマリ語で行われ、ソマリ語、アラビア語、英語の科目がある。英語は初等教育5年生から行われる。初等教育の最後にプントランド独自の卒業試験が行われる。
中等教育は英語で行われる。中等教育の最後にも卒業試験が行われる。
プントランドには次の7つの大学がある。
- プントランド州立大学（英語版）
  - ガローウェ校
  - ガルカイヨ校
- ボサソカレッジ (ボサソ)
- 東ソマリア大学 (カルド)[60]
- モガディシュ大学（英語版）  プントランド校 (ボサソ)
- マーヒル大学（英語版） (バハン)
- ヌガール大学（英語版） (ラス・アノド)[61]
- アフリカ東部大学（英語版）  (ボサソ、エリガボ、ガルドゴブ（英語版）、ガルカイヨ、ガローウェ、カルドの6校)[62]

2007年の記事によると、子供の年間学費は貧困層で33ドル、富裕層で50ドルほどである。

### 政策

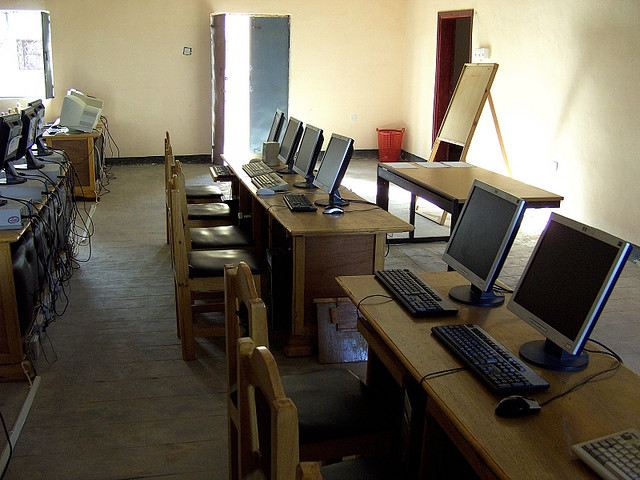
プントランド州立大学ガローウェ校のコンピューター教室

- "Position Paper of Harti, Geri, Abdi Koobe, and Isse DAROOD of Puntland State of Somalia, and Jubaland" at Allpuntland.com
- African Elections Database: "Elections in Puntland"

座標: 北緯8度24分 東経48度30分 / 北緯8.400度 東経48.500度